# Bea Benaderet
Bea Benaderet (Nova Iorque, 4 de abril de 1906 – Los Angeles, 13 de outubro de 1968) foi uma atriz, cantora e dubladora norte-americana que deu as vozes de Vovó e Miss Prissy dos Looney Tunes e depois deu a voz de Betty Rubble na série Os Flintstones.

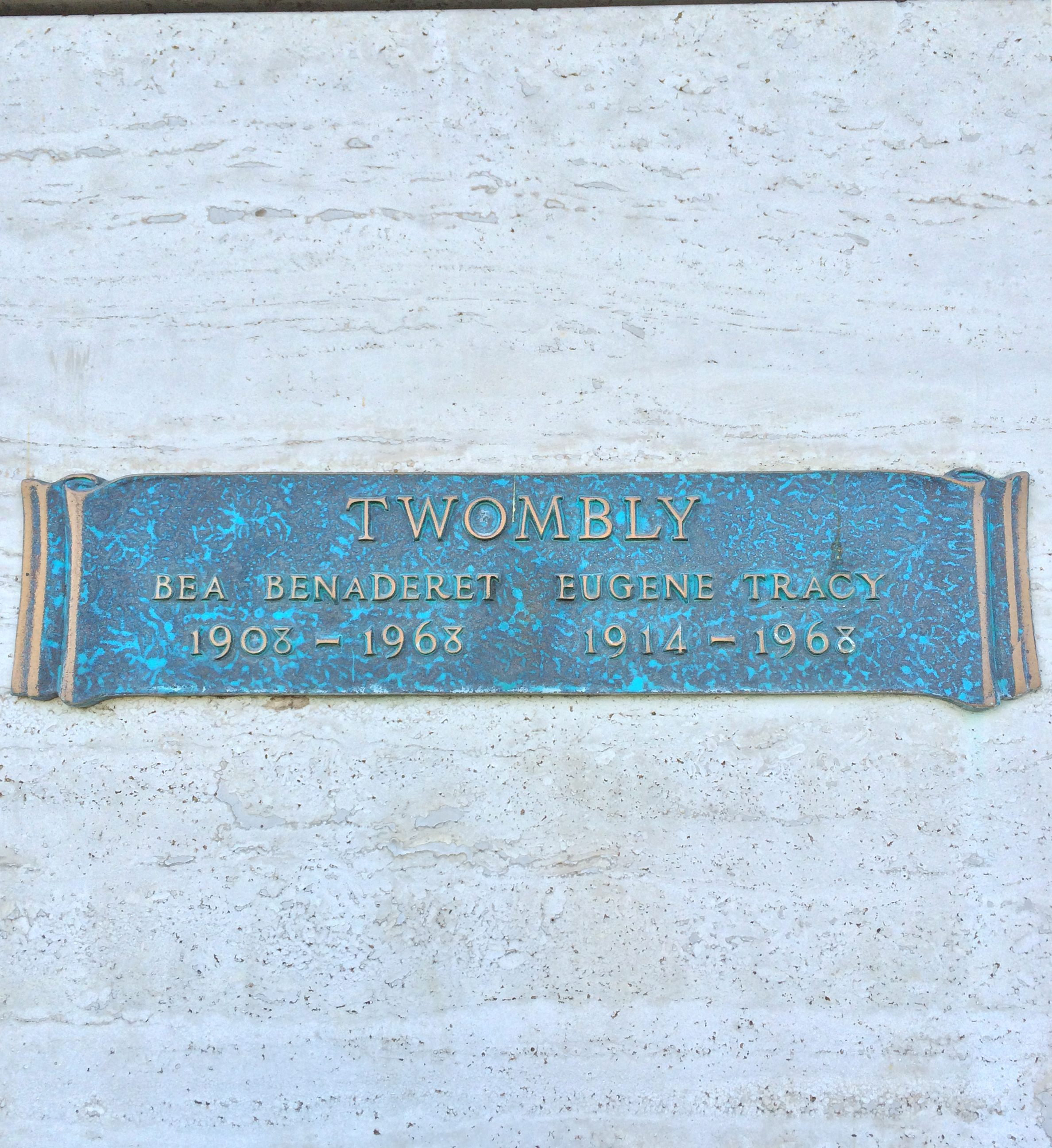
Sepultura de Bea Benaderet no Valhalla Memorial Park Cemetery